# Gloster E.28/39
Gloster E.28/39, znany także jako Gloster Whittle, Gloster Pioneer i Gloster G.40 – brytyjski samolot doświadczalny, pierwszy brytyjski samolot o napędzie odrzutowym. 

## Historia
Powstał w celu przetestowania nowo powstałego silnika odrzutowego W.1, zaprojektowanego przez Franka Whittle'a. Doświadczenie zdobyte przy projektowaniu tego samolotu i praktyczne dane, które przyniosły pierwsze loty, wykorzystano projektując pierwszy brytyjski operacyjny myśliwiec odrzutowy Gloster Meteor.
Samolot został zamówiony w 1939 przez brytyjskie Ministerstwo Lotnicze (Air Ministry), "E.28" oznacza, że był to 28 eksperymentalny samolot zamówiony przez Air Ministry, a "39" to rok jego powstania. Generalnym konstruktorem płatowca był George Carter.
Pierwszy lot samolotu odbył się 15 maja 1941 i trwał 17 minut. W ciągu następnych miesięcy samolot odbył szereg lotów z kolejnymi udoskonalanymi wersjami silników. Drugi prototyp, napędzany silnikiem W.2/500 odbył pierwszy lot 1 marca 1943. W lotach doświadczalnych pojawiły się problemy techniczne związane z nowym rodzajem napędu. Drugi prototyp uległ katastrofie 30 lipca 1943 z powodu zakleszczenia lotek. Pierwszy prototyp latał do 1944. Po zakończeniu programu badawczego samolot został przekazany do Science Museum w Londynie.

## Konstrukcja
E.28/39 był metalowym dolnopłatem o podwoziu trójkołowym z kółkiem przednim.  Wlot powietrza do silnika znajdował się w nosie samolotu, dysza wylotowa pod usterzeniem.  Prototyp nie posiadał żadnego uzbrojenia, chociaż przewidziano miejsce do montażu dwóch karabinów maszynowych w każdym skrzydle.